# Allophorocera aldrichi
Allophorocera aldrichi är en tvåvingeart som först beskrevs av Charles Howard Curran 1927.  Allophorocera aldrichi ingår i släktet Allophorocera och familjen parasitflugor. Inga underarter finns listade i Catalogue of Life.